# Прсти на рукама
Прсти на рукама су израслине на шаци човека и осталих примата. Човек има пет прстију на рукама, а изузеци су случајеви када људи имају полидактилију, олигодактилију или неку другу врсту аномалије. Прсти на рукама су: палац, кажипрст, средњи прст, домали прст и мали прст.